# Demon (opera)
Demon (ros. Демон) – trzyaktowa opera Antona Rubinsteina do libretta Pawła Wiskowatowa według poematu Michaiła Lermontowa. Prapremiera 13 stycznia?/25 stycznia 1875 w Teatrze Maryjskim w Petersburgu. Polska premiera w warszawskim Teatrze Wielkim 1897.

## Osoby
- Demon – bas-baryton
- Anioł – kontralt
- Tamara – sopran
- Książę Gudal, jej ojciec – bas
- Książę Sinodal, narzeczony Tamary – tenor
- Niania – kontralt
- Sługa Sinodala – baryton
- Posłaniec – tenor

## Treść
Miejsce i czas akcji: Gruzja w okresie średniowiecza.

### Prolog
Podczas burzy szalejącej nad kaukaskimi szczytami Demon wyraża swą nienawiść do świata, w którym skazany jest na wieczną samotność.

### Akt I
Tamara ze swoimi drużkami spaceruje brzegiem rzeki Aragwi. Dostrzega ją i zachwyca się jej urodą Demon. Wyznaje jej miłość, czym wzbudza w niej niepokój. 
Orszak księcia Sinodala przemierza kaukaski szlak w drodze na dwór księcia Gudala, by poślubić jego córkę Tamarę. Demon tarasuje drogę lawiną kamieni, zmuszając podróżnych do spędzenia nocy w górach. Pod obóz podkrada się zagon Czeczenów i morduje księcia i jego ludzi.

### Akt II
Przygotowania do uroczystości weselnych zakłóca wyczuwana przez Tamarę obecność niewidocznego Demona. Tymczasem ocaleni z drużyny księcia Sinodala przybywają z jego ciałem. Zrozpaczona Tamara postanawia wstąpić do klasztoru.  

### Akt III
Nawet w uświęconym miejscu Tamara nie jest w stanie uwolnić się od obecności Demona. Zjawia się on w jej celi, wyznając jej swą miłość, na dowód której składa pocałunek, ale chwiejność Tamary i niezdolność do poświęcenia sprawiają, ze okazuje się on dla niej zabójczy.

### Epilog
Demon, który nawet gdy pragnął dobra, przyczynił się do zła i sprowadził nieszczęście na ukochaną osobę, ostatecznie przeklina swój beznadziejny los.